# 왕릉로 (공주시)
왕릉로 (Wangneung-ro)는 충청남도 공주시 웅진동 경찰서앞 교차로에서 충청남도 공주시 웅진동 공산성회전교차로를 잇는 도로이다.

## 주요 경유지
충청남도
- 공주시 (웅진동)

## 노선
전 구간 국도 제40호선에 속하므로 이 노선에 대한 별도 표기는 생략한다.
| 이름              | 접속 노선         | 소재지            | 소재지            | 비고              |
| 백제문화로와 직결 | 백제문화로와 직결 | 백제문화로와 직결 | 백제문화로와 직결 | 백제문화로와 직결 |
| ----------------- | ----------------- | ----------------- | ----------------- | ----------------- |
| 경찰서앞 교차로   | 무령로            | 공주시            | 웅진동            |                   |
| 문예회관 교차로   | 고마나루길        | 공주시            | 웅진동            |                   |
| 왕릉교            |                   | 공주시            | 웅진동            |                   |
| 공산성회전 교차로 | 웅진로            | 공주시            | 웅진동            |                   |

## 주요 건물및 시설
- 이마트24 (왕릉로 12/웅진동 270-29)
- 공주금성여자고등학교 (왕릉로 103/웅진동 277)
- 공주중학교 (왕릉로 111/금성동 85)
- GS칼텍스 부흥주유소 (왕릉로 129/금성동 187)
- 이마트24 공주공산성점 (왕릉로 142/금성동 191-2)